# Breme
Breme je italská obec v provincii Pavia v oblasti Lombardie.
K 31. prosinci 2010 zde žilo 872 obyvatel.

## Sousední obce
Candia Lomellina, Frassineto Po, Sartirana Lomellina, Valle Lomellina, Valmacca